# Łuka (Rozogi)
Łuka (deutsch Lucka, 1938 bis 1945 Luckau (Ostpr.)) ist ein kleines Dorf in der polnischen Woiwodschaft Ermland-Masuren. Es gehört zur Gmina Rozogi (Friedrichshof) im Powiat Szczycieński (Kreis Ortelsburg).

## Geographische Lage
Łuka liegt in der südlichen Mitte der Woiwodschaft Ermland-Masuren, 19 Kilometer südöstlich der Kreisstadt Szczytno (deutsch Ortelsburg).

## Geschichte
Lucka, nach 1820 Lukka, wurde im Jahre 1760 das erste Mal erwähnt. Zugehörig war die Försterei Luckabude (1938 bis 1945 Luckau, Försterei, polnisch Łuckie Budy), und von regionaler Bedeutung ein Sägewerk, das 1 Kilometer östlich des Dorfes stand.
1874 wurde Lucka und auch die Försterei in den neu errichteten Amtsbezirk Fürstenwalde (polnisch Księży Lasek) im ostpreußischen Kreis Ortelsburg eingegliedert.
341 Einwohner zählte die Gemeinde Lucka im Jahre 1910, im Jahre 1933 waren es 357. Aufgrund der Bestimmungen des Versailler Vertrags stimmte die Bevölkerung in den Volksabstimmungen in Ost- und Westpreußen am 11. Juli 1920 über die weitere staatliche Zugehörigkeit zu Ostpreußen (und damit zu Deutschland) oder den Anschluss an Polen ab. In Lucka stimmten 260 Einwohner für den Verbleib bei Ostpreußen, auf Polen entfielen keine Stimmen.
Am 3. Juni – amtlich bestätigt am 16. Juli – 1938 erhielt Lucka aus politisch-ideologischen Gründen der Abwehr fremdländisch klingender Ortsnamen die Umbenennung in „Luckau (Ostpr.)“. Die Einwohnerzahl belief sich 1939 auf 341.
Luckau wurde 1945 in Kriegsfolge mit dem gesamten südlichen Ostpreußen nach Polen überstellt. Das Dorf erhielt die polnische Namensform „Łuka“ und ist – als Amtssitz eines Schulzenamtes (polnisch Sołectwo) eine Ortschaft im Verbund der Landgemeinde Rozogi (Friedrichshof) im Powiat Szczycieński (Kreis Ortelsburg), bis 1998 der Woiwodschaft Ostrołęka, seither der Woiwodschaft Ermland-Masuren zugehörig. Im Jahre 2011 zählte Łuka 171 Einwohner.

## Kirche
Bis 1945 war Lucka resp. Luckau in die evangelische Kirche Fürstenwalde in der Kirchenprovinz Ostpreußen der Kirche der Altpreußischen Union sowie in die römisch-katholische Kirche Groß Leschienen im Bistum Ermland eingepfarrt.
Heute gehört Łuka katholischerseits weiterhin zur Pfarrei Lesiny Wielkie, die jetzt um die Filialkirche in Księży Lasek erweitert worden ist und dem Erzbistum Ermland zugeordnet ist. Evangelischerseits gehört das Dorf nun zur Kirche in Szczytno in der Diözese Masuren der Evangelisch-Augsburgischen Kirche in Polen.

## Schule
Die Dorfschule war eine Gründung Friedrich Wilhelms III. 1939 wurden in ihr 50 Kinder in zwei Klassen unterrichtet.

## Verkehr
Łuka ist von der Stadt Wielbark (Willenberg) an der Landesstraße 57 (ehemalige deutsche Reichsstraße 128) und von Młyńsko an der Landesstraße 53 (Reichsstraße 134) aus zu erreichen. Eine Anbindung an den Bahnverkehr gibt es nicht.